# Повітряна пошта (фільм)
«Повітряна пошта» — радянський пригодницький художній фільм 1939 року, знятий режисером Дмитром Познанським на кіностудії «Союздитфільм».

## Сюжет
Фільм оповідає про товариство і взаєморозуміння. У селище Далекого Заполяр'я треба доставити медикаменти. Пілот Настя Корольова, незважаючи на шторм, збирається летіти.

## У ролях
- Анатолій Горюнов — начальник аеропорту
- Леонід Шехтман — Антон
- Софія Альтовська — Настя Корольова, пілот
- Володимир Колчин — диспетчер
- Михайло Джагофаров — радист
- Микола Євков — Вася, синоптик
- Олена Музіль — няня
- Ніна Русинова — мати Антона
- Леонід Шихматов — пілот-«мільйонер»
- Олександр Тімонтаєв — пілот
- Олександр Жутаєв — пілот
- В. Неверін — пілот
- Галина Кравченко — епізод

## Знімальна група
- Режисер — Дмитро Познанський
- Сценаристи — Альберт Гендельштейн, Володимир Крепс
- Оператор — Олександр Петров
- Композитор — Давид Блок
- Художник — Кіра Геннінгсон